# Сигорский, Николай Васильевич
Николай Васильевич Сигорский (13 апреля 1869 года, Череповец, Новгородская губерния — 1921, Москва) — участник революционного движения, адвокат, присяжный поверенный в Вологде.

## Биография
Отец Василий Акимович — уволенный из духовного звания, был личным почётным гражданином, работал конторщиком в Троицке, Оренбургской губернии у братьев Яушевых в 1895. Мать — Александра Васильевна, с родителями в Троицке проживали братья: Сергей, Василий, Александр (1889-1970), сёстры: Софья, Анна, Мария.
В 1882 поступил во 2-й класс Самарской гимназии, продолжил обучение с августа 1886, в Тобольской гимназии, начиная с 6 класса, и пробыв в 8 классе один год из-за болезни, при отличном поведении окончил её 11 июня 1889 года . Поступил 24 июля того же года, а в 1893 окончил юридический факультет Императорского Казанского университета.
В марте 1890 года организовал тайный кружок вместе с К. Г. Остряниным и В. И. Алексеевым, с целью оказания помощи политическим ссыльным и заключенным. До времени высылки занимался педагогической деятельностью и состоял помощником присяжного поверенного при Нижегородском окружном суде в течение года. В Нижнем Новгороде в 1892-1893 гг. познакомился с М.Горьким. За революционную деятельность 25 мая 1894 года император повелел подвергнуть его одиночному тюремному заключению на один год и по отбытии им срока заключения выслать в один из северо-восточных уездов Вологодской губернии под гласный надзор полиции сроком на три года, считая его с 5 июля 1895 года, то есть с момента освобождения из-под стражи.
14 июля 1895 года он прибыл в Грязовец с проходным свидетельством от 11 июля того же года за № 9732 выданным ему и. о. Санкт-Петербургского градоначальника на свободный проезд в Вологду с условием нигде не останавливаться (проживать) кроме Вологодской губернии. Он останавливался в Грязовце на квартире ссыльного студента Московского университета дворянина М. П. Иолшина, впоследствии известного адвоката по политическим делам. В Вологду приехал 15 июля и останавливался в гостинице «Пассаж». 20 июля губернатор направил его в ссылку в Сольвычегодск вместе с женой канцелярского служителя из Череповца Анной Александровной Голодниковой, куда прибыл 30 июля с проходным свидетельством Вологодского полицмейстера от 24 июля за № 193. В ссылке сблизился с А. Г. Шлихтером и Н. Е. Федосеевым и стал членом данного марксистского кружка. В сентябре того же года обращался к министру внутренних дел о разрешении ему во время отбывания надзора быть ходатаем по судебным делам, но ему в этом было отказано. По Высочайшему повелению от 24 октября 1896 года срок гласного надзора был сокращён на год.
5 июня 1897 года Сигорский был освобождён от гласного надзора полиции и на жительство остался в Великом Устюге, где за ним с 10 июля был установлен негласный надзор. Делал попытку получить статус помощника присяжного поверенного в Нижнем Новгороде, но безуспешно. С 1 декабря 1897 года по приезде из Великого Устюга останавливался в гостинице «Золотой Якорь» в Вологде, а 8 декабря Сигорский поселился на квартире в д. Корелкиной, во 2-м участке, близь Пятницкого пруда. Сигорский стал частным поверенным при Вологодском окружном суде с 1897 года. С 11 марта 1898 года перешёл на квартиру в дом Панова, по Екатерининско-Дворянской улице. Представлял интересы великоустюжского купца С. Добрецова. В Вологде сблизился со ссыльными помощником присяжного поверенного В. А. Ждановым, Г. Г. Кафьянцем, И. В. Алекторовым. В Великом Устюге 16 июля 1898 года общался с поднадзорными С. А. Суворовым, В. Фроловым, В. П. Дениш. 10 ноября 1898 года в Устюжском мировом съезде осуществлял защиту частного поверенного Лальска Ф. Попова. Общался в Устюге со страховым агентом К. Поповым, купцом С. Добрецовым, с поднадзорными Фроловым и Павловичем. Часто ездил по губернии по делам клиентов, устюжских купцов Владимирова, Добрецова, Монакова и других. С 4 по 9 марта 1899 года ездил в командировку в Москву. 21 и 24 марта 1900 года защищал Кряквичева и Колесова на выездной сессии Вологодского окружного суда в Грязовецком уездном съезде мировых судей.
25 сентября 1900 года перешёл на новую квартиру в дом Поддъяковой, по Галкинской ул. В 1901 году был избран на общем собрании заведующим консультацией присяжных поверенных при Вологодском окружном суде. С 1 января по 1 июля 1902 года письмоводителем у Сигорского на дому являлся политссыльный А. Д. Рабчевский, а затем Б. В. Савинков. Сигорского избрали в 1902 году заведующим консультацией присяжных поверенных. 1 февраля 1903 года на годичном общем собрании вновь был избран заведующим для управления делами консультации присяжных поверенных в должности до 19 марта 1909 года. По агентурным сведениям с 1 июля 1903 по 1 января 1904 года. о нём сказано: «Хотя имеет знакомство с лицами, состоящими под негласным надзором полиции — В. А. Ждановым и В. Ф. Макеевым и помощниками присяжного поверенного — Б. Э. Шеном, К. А. Петрусевичем и Б. Н. Моисеенко, но лично ни в чём предосудительном замечен не был, из Вологды по своим адвокатским делам часто выезжает в разные города. Семейных перемен не было». В его доме на углу Галкинской и Большой Духовской ул. — (ныне Ветошкина, 13, но дом сгорел и на его месте выстроен новый в 2007 году) регулярно собирались ссыльные социал-демократы. Сигорский был одним из руководителей в 1905—1907 годах вологодских эсеров. 24 ноября 1906 года осуществлял защиту крестьян на выездной сессии Окружного суда в Вельске совместно с помощником присяжного поверенного А. А. Александровым и добился оправдательных приговоров. В 1907 году его адрес использовался для связи ЦК РСДРП с вологодской социал-демократической организацией. Участвовал в работе страхового общества, был председателем собрания 29 ноября 1907 года. С 03.09.1908 г. помощником у него становится С. А. Такоев.12 июня 1909 года избирался гласным городской Думы на 1909—1913 годы. 25 августа 1909 года был избран от городской Думы членом библиотечного комитета городской общественной библиотеки. 9—10 мая 1911 года в своём доме принял делегацию путешественников на воздушном шаре во главе с Н. А. Морозовым. Ездил в Петербург как представитель вологодских адвокатов для участия в организации похорон председателя Московского Совета присяжных поверенных, который скончался там 15 ноября 1911 года. 25 ноября того же года по постановлению городской Думы вошёл в комиссию по разработке докладной записки правительству об учреждении в Вологде Судебной Палаты.
11 января 1912 года осуществлял защиту в окружном суде. 29 мая 1913 года осуществлял защиту в окружном суде. 9 июня 1913 года избран гласным городской Думы на 1913—1917 годы. 2 октября 1913 года избран как представитель городской Думы в педагогический совет мужской гимназии. 21 ноября 1913 года был избран в члены ВОИСК. 26 того же года выехал в Петербург в составе депутации к министру юстиции И. Щегловитову для ходатайства об учреждении в Вологде Северной судебной палаты. 29 ноября дал телеграмму в городскую Думу из Петербурга о том, что министр юстиции благосклонно отнёсся к ходатайству вологодского общества об открытии судебной палаты в Вологде, а ходатайство ярославцев не уважил. 5 декабря 1913 года избран председателем редакционной комиссии в городской Управе от городской Думы. 4 июля 1915 г. избран особым уполномоченным юридического отдела при Вологодском губернском комитете Всероссийского союза городов, а 10 июля стал председателем президиума этого отдела по инициативе присяжных поверенных Вологды, но 22 декабря 1915 года добровольно сложил с себя эти полномочия. С № 22 за 1915 год по № 9 1916 года был редактором газеты «Вологодские епархиальные ведомости». 27 января 1916 года был председателем конкурсного управления имуществом несостоятельного должника Р. С. Шрамм (помощники: С. А. Такоев с 3 сентября 1908 года, В. А. Кудрявый с 19 января 1905 года, Александров Б. В. с 22 февраля 1912 года, В. П. Чапурский с 31 октября 1912, П. Н. Медведев с 4 февраля 1915 года, Голодников В. А. со 2 февраля 1916 года).
3 марта 1917 был избран и вошёл в члены Временного губернского комитета. 5 апреля 1917 года сделал доклад о положении дела по организации милиции в Вологде на заседании ВГВК. 30 июля был избран по списку № 5 от Вологодского областного комитета «Трудовой народно-социалистической партии» гласным в Городскую Думу на срок до 1.1.1919. До 27 апреля 1917 года осуществлял руководство милицией Вологды. Фигурирует вместе с семьей в списке избирателей в Учредительное собрание по городу Вологде, составленных в октябре 1917 года, в доме на углу Галкинской и Большой Духовской, 27. Дальнейшая судьба не известна.